# Noëlla Ayeganagato
Noëlla Ayeganagato Nakwipone, née le 25 décembre 1994, est une femme politique de la république démocratique du Congo. Elle est ministre de la Jeunesse et de l'Éveil patriotique entre juin 2024 et août 2025, puis vice-ministre des Affaires étrangères à partir d'août 2025.

## Biographie

### Enfance et éducation
Noëlla Ayeganagato Nakwipone est née à Kinshasa le 25 décembre 1994. Son parcours scolaire débute au complexe scolaire les Mickey où elle obtient un diplôme d'État en commerciale administrative. Elle poursuit ses études supérieures à l'université protestante au Congo et obtient un diplôme de licence en sciences économiques. Elle est chrétienne et fait partie de l'église « la présence de Dieu ».

### Carrière politique
En 2018, elle rejoint le Front des indépendants démocrates chrétiens (FIDEC), parti politique de Fifi Masuka Saini. De 2022 à 2024, elle occupe le poste de bourgmestre adjointe de la commune de Ngaliema. En 2024, Noëlla Ayeganagato est nommée ministre de la Jeunesse et de l’Éveil patriotique dans le gouvernement Suminwa, sur proposition de Fifi Masuka,,.
En août 2024, le report du premier sommet des présidents de la jeunesse africaine à Kinshasa, alors que les délégations étrangères étaient déjà arrivées à Kinshasa est dénoncé par une partie de la presse nationale.
En août 2025, Noëlla Ayeganagato Nakwipone est nommée vice-ministre des Affaires étrangères dans le gouvernement Suminwa II sous la direction de la ministre des Affaires étrangères Thérèse Kayikwamba Wagner.